# Кисслинг, Удо
У́до Ки́сслинг (нем. Udo Kießling; 21 мая 1955, Криммичау, ГДР) — немецкий хоккеист. Выступал за сборную Германии. Член Зала славы ИИХФ.

## Биография
Родился 21 мая 1955 года в городе Криммичау в семье хоккеиста и тренера Герхарда Кисслинга. Воспитанник хоккейного клуба «Рисерси». Большую часть карьеры выступал в немецкой бундеслиге за «Кёльн» и «Дюссельдорф». 1 матч провёл в НХЛ за «Миннесота Норт Старз» в 1981 году. Всего в клубной карьере провёл 1020 матчей, набрал 881 очко. Шестикратный чемпион ФРГ в составе «Кёльна». Выступал за сборные западной и объединённой Германии. Участник пяти Олимпийских игр 1976, 1980, 1984, 1988, 1992. ЧМЕ 1973-1979, 1982, 1983, 1985-1987, 1989, 1990, 1991. Розыгрыша Кубка Канады 1984 (4 матча).
Рекордсмен сборной по количеству проведённых игр — 320 матчей, что до 2002 года являлось также и мировым рекордом. До 2022 года Кисслинг был рекордсменом по количеству сыгранных матчей на чемпионатах мира (119), пока его достижение не превзошёл швейцарец Андрес Амбюль. Завершил карьеру игрока в 1996 году из-за травмы.
В 2000 году был включён в Зал славы ИИХФ. Считается хоккейными экспертами одним из лучших игроков в истории Германии.